# Carex ursina
Espèce
Classification phylogénétique
Carex ursina est une espèce de plantes du genre Carex et de la famille des Cyperaceae.